# Офидерпетон
Офидерпетон (Ophiderpeton) e род тетраподморфи от разред аистопода. Името на рода произлиза от гръцки език, като означава пълзяща змия (ὄφῐς - змия; ἑρπετόν - пълзяща). Представителите на рода живеят по време на геоложкия период карбон в Ирландия и Бохемия, както и в Шотландия.
Офидерпетон е безкрако животно, което или живее на сушата, или е земноводно. За разлика от повечето други тетраподи, при които присъствието на лабиринтинно-нагънати зъби е плезиоморфично, при офидерпетоните такова нагъване липсва.
Опашката на животното е много къса в сравнение с останалото тяло на Офидерпетон. Видът O. granulosum вероятно има повече от сто прешлена.